# Trnjaci (Brčko)
Pour les articles homonymes, voir Trnjaci.
Trnjaci (en serbe cyrillique : Трњаци) est un village de Bosnie-Herzégovine. Il est situé dans le district de Brčko. Selon les premiers résultats du recensement de 2013, il compte 254 habitants.

## Géographie
Le village est situé au bord de la Save, un affluent du Danube.

## Démographie

### Évolution historique de la population dans la localité
| 1948 | 1953 | 1961 | 1971 | 1981 | 1991 | 2013 |
| ---- | ---- | ---- | ---- | ---- | ---- | ---- |
| -    | -    | 341  | 326  | 303  | 313  | 254  |

|  |